# Phylloscyrtus amoenus
Phylloscyrtus amoenus is een rechtvleugelig insect uit de familie krekels (Gryllidae). De wetenschappelijke naam van deze soort is voor het eerst geldig gepubliceerd in 1880 door Burmeister.